# François Pidou de Saint-Olon
Pour les articles homonymes, voir Pidou.
François Pidou de Saint-Olon, né en 1640  ou 1646 en Touraine  et mort le 27 septembre 1720 à Paris, est un diplomate, ambassadeur et écrivain français pendant le règne de Louis XIV.

## Biographie

### Ambassadeur à la république de Gênes et en Espagne

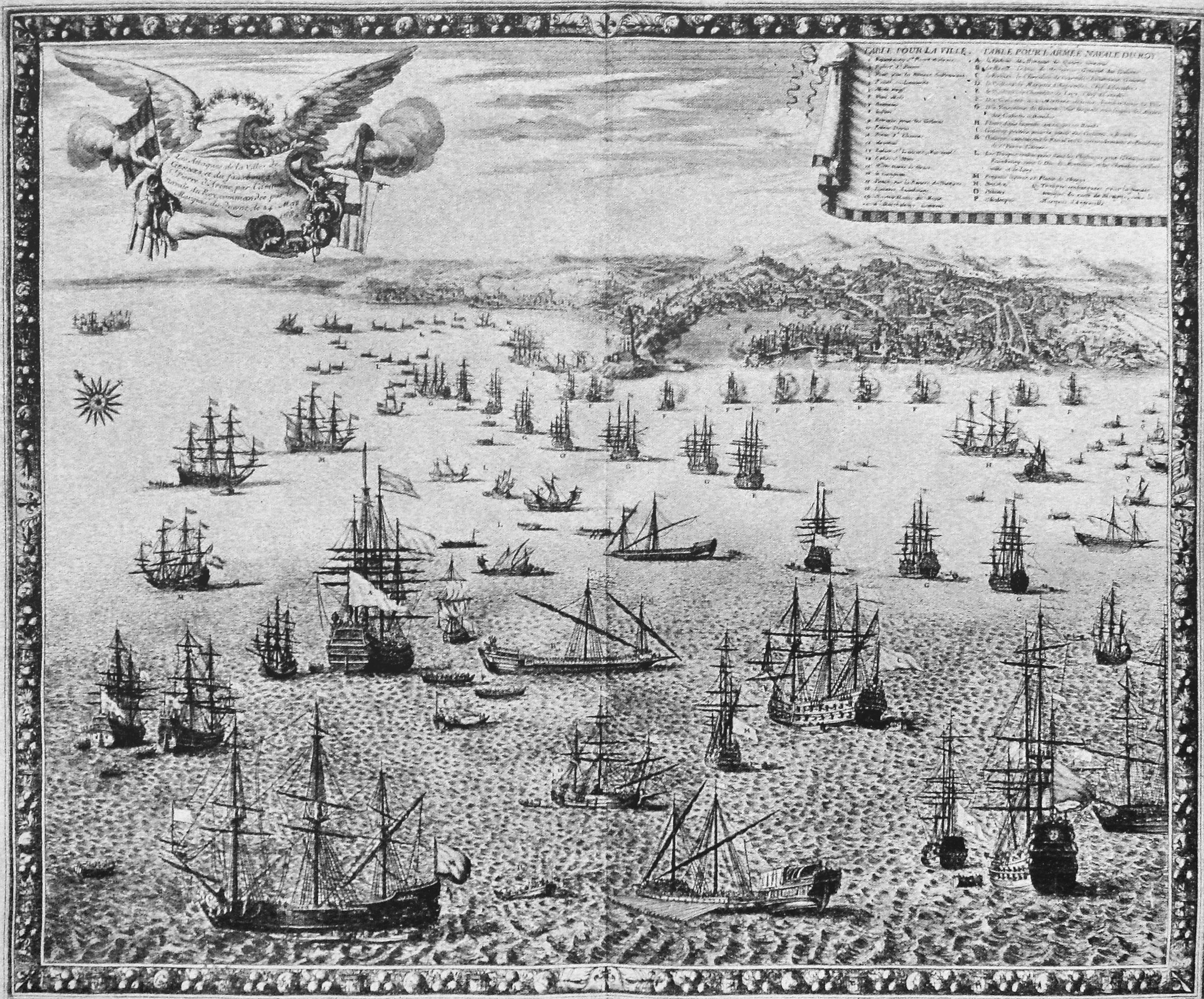
Bombardement de Gênes par Duquesne, tableau de Beaulieu le Donjon.

En 1682, Pidou est nommé ambassadeur à la république de Gênes. Après avoir été témoin d'une aide navale fournie à l'armada espagnole par la ville italienne  alors que la France se trouve engagée dans la guerre des Réunions avec la Monarchie catholique espagnole, Louis XIV décide alors de « punir » la cité. C'est le bombardement de Gênes de 1684. Après être mal traité et mal accueilli par le doge de Gênes, François Pidou quitte ses fonctions pour être envoyé comme émissaire à Madrid où il tiendra son deuxième titre d'ambassadeur.

### Ambassadeur au Maroc

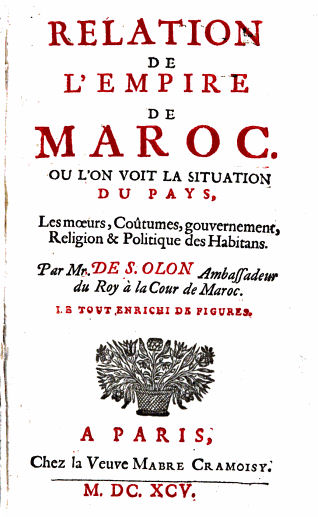
Relation de l'Empire du Maroc, par François Pidou de Saint Olon, 1695.

En 1689, François Pidou est nommé ambassadeur à la cour du Sultan Moulay Ismail, en vue de la signature d'un traité commercial et pour pouvoir libérer les prisonniers des corsaires barbaresques de Salé. En 1690, Pidou de Saint Olon vient dans la ville de Salé, où il a visité le consul français Jean-Baptiste Estelle.
Le 14 janvier 1693, dans le cadre du traité commercial entre les deux pays, l'ambassadeur devait en rectifier l'article sept traitant de la libération des captifs. Au mois de mars de la même année, Pidou se rend à Toulon où il met au point la liste des captifs marocains en France: soit 233 dont 29 grabataires. Le 4 avril, l'ambassadeur français arrive à Tétouan à bord de l'Arc-En-Ciel. Pidou en compagnie du consul Estelle sont accueillis par de hauts dignitaires du Makhzen le 2 juin 1693 à Meknès. Le 11 juin de la même année, il est accueilli par le Sultan dans son palais chargé d'une missive pour libérer les prisonniers. À la lecture du traité apporté par les Français, les plénipotentiaires marocains s'opposent aux cinquième (qui prônait une aide mutuelle contre les autres corsaires barbaresques turcs ou algériens) et septième articles. Ainsi le Sultan souligne qu'il n'interviendra pas dans l'affaire de libération des prisonniers français (précisant que "n'importe quel marchand pourrait résoudre la question"). Le 12 janvier 1699, l'ambassadeur Salétin Abdellah Benaicha quitte Brest avec Pidou, Estelle et Pétis.
Sa mission n'a pas réussi cependant, il ne restera  plus que deux ou trois semaines au Maroc. Il a écrit un compte rendu de sa visite au Maroc, "Relation de l'empire de Maroc" (réédité chez les éditions Mercure de France sous le nom de «L'état présent de l'Empire du Maroc»).
Il accompagne Mehmet Reza Beg, ambassadeur de l'empire safavide, lors de son périple en France en 1715 pour se rendre à Versailles auprès de Louis XIV.

### Travaux

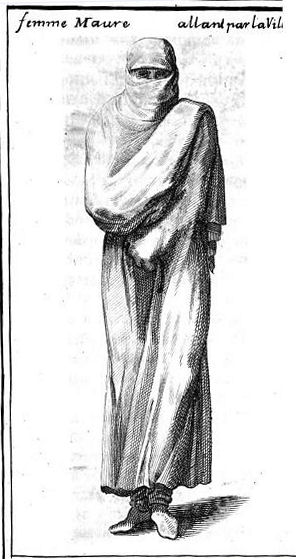
Croquis d'une femme maure dans "L'Estat présent de l'empire de Maroc"
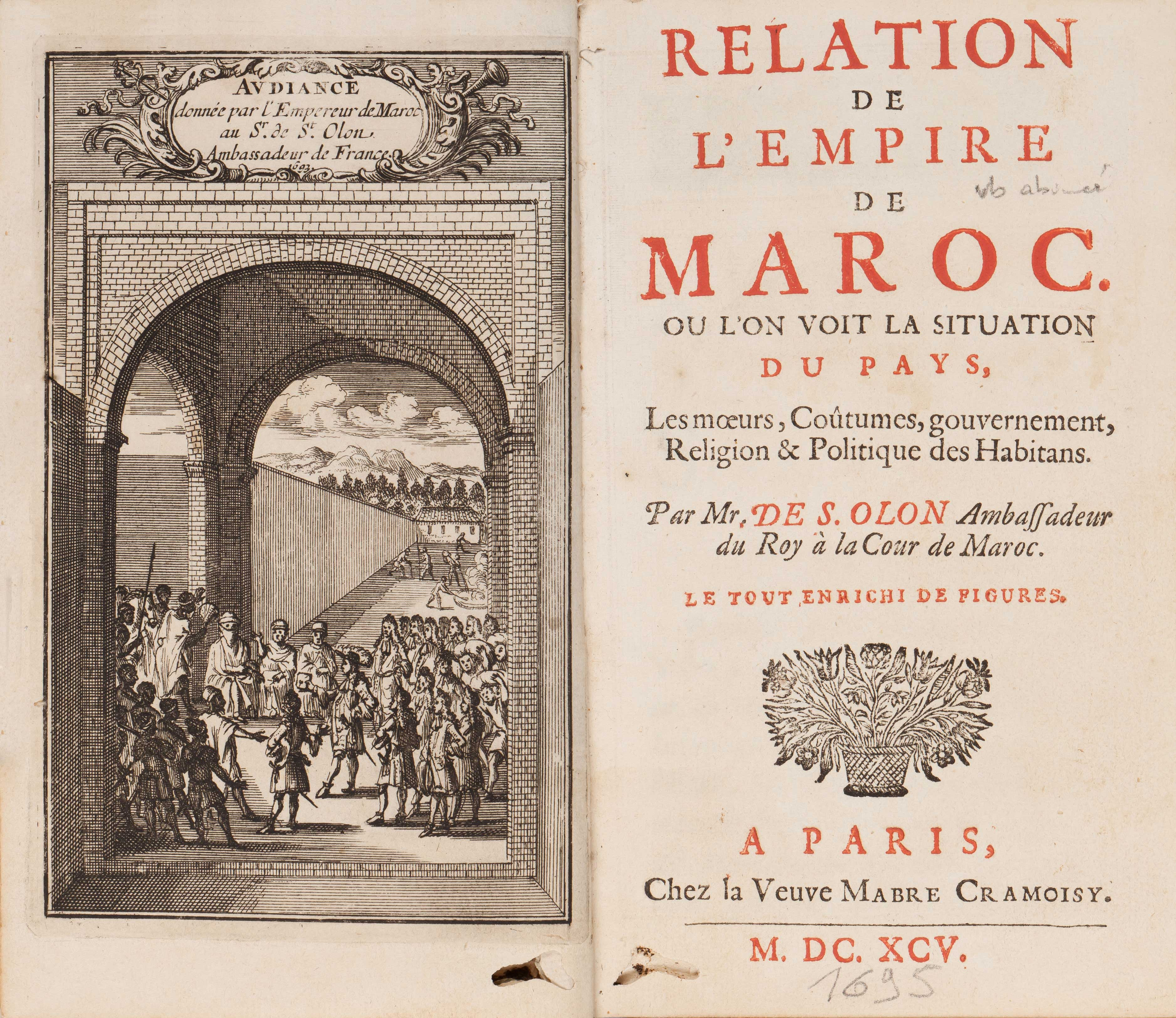
Première page du "Relation de L'Empire de Maroc"
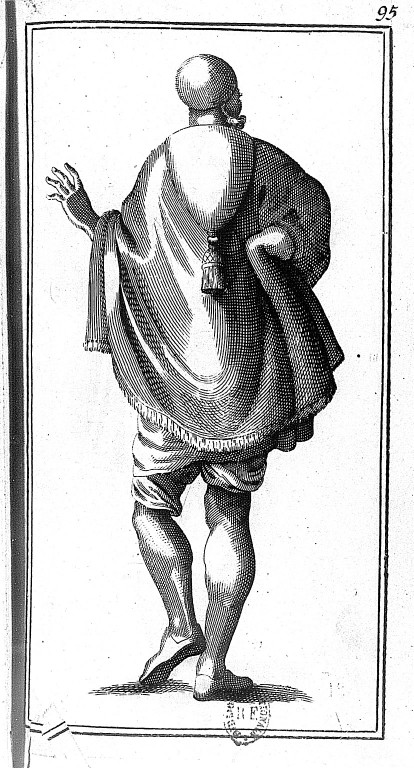
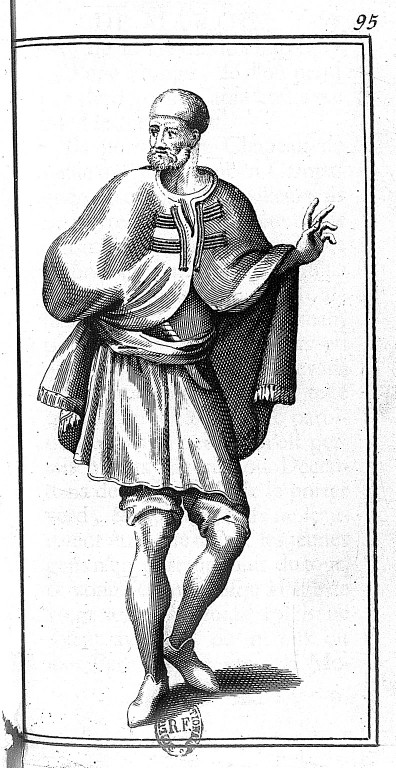
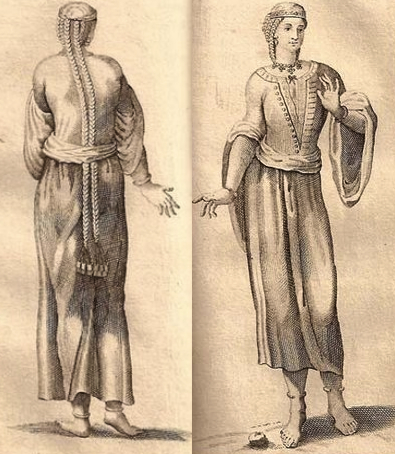